# إذا أوكثير (تيزي نتاكوشت)
إذا أوكثير هي إحدى مشيخات المملكة المغربية، تتبع جغرافيا لإقليم شتوكة آيت باها وإداريًا لتيزي نتاكوشت. يقدر عدد سكانها بـ 1514 نسمة حسب الإحصاء الرسمي للسكان والسكنى لسنة 2004.